# Джулио д’Есте
Джулио д’Есте (на италиански: Giulio d'Este; * 13 юли 1478, Ферара; † 24 март 1561, Ферара) е италиански аристократ от Дом Есте. Прекарва в затвора 53 г., обвинен за участие в заговор срещу своя полубрат херцог Алфонсо I.

## Произход
Той е извънбрачен син на Ерколе I д’Есте (* 1431, † 1505), херцог на Ферара, Модена и Реджо (1471 – 1505), и на благородничката Изабела Ардуино (* 1478, † 1561), дъщеря на месер Николо Ардуино или на Лаболико да Ферара от областта Сан Романо. Изабела вече е бременна в шестия месец, когато Джакомо Майненте да Ферара се жени за нея, вероятно осигурен от самия херцог Ерколе. Около три месеца след сватбата Изабела ражда Джулио. Джулио има четирима полубратя и две полусестри от брака на баща си, сред които Изабела, маркграфиня на Мантуа и една от най-влиятелните личности на Ренесанса, която укрепва връзките между родовете Есте и Гонзага, Беатриче, херцогиня на Милано и на Бари, значимо лице на италианската политика от края на XV век, която укрепва връзките между Есте и Сфорца, Алфонсо I, херцог на Ферара, и Иполито, богат кардинал, покровител на Лудовико Ариосто, както и една полусестра и вероятно един полубрат от извънбрачна връзка на баща си.

## Биография

### Детство
Баща му Ерколе много го обича и иска да го отгледа в своя двор. Така Джулио израства в двора на Ферара заедно с другите синове на херцога – Алфонсо, Феранте, Иполито и Сиджизмондо, обгрижван от мащехата си Елеонора Арагонска и притежаващ доста апанаж.
На 5 юни 1485 г. получава първите си църковни ръкополагания. Баща му по-късно, като част от преговорите с папа Александър VI за брака между сина му Алфонсо и Лукреция Борджия, успява да му издейства архиерейството на Ферара.
Участва и в някои дипломатически мисии: по време на конклава, довел до избирането на папа Пий III, той е в Рим, за да бъде асистент на херцогския оратор Белтрандо Костабили и за да постигне това в изборните компромиси кардиналите да гарантират във Ферара подкрепата на новия папа в спора с епископа на Болоня по въпроса за Ченто и Пиеве. На 18 януари 1504 г. Джулио е изпратен в Милано заедно с полубрат си Иполито и с кардинал Жорж д'Амбоаз, архиепископ на Руан, за да се срещне с краля на Франция Луи XII.

### Първи конфликт с Иполито
Между Джулио и полубрат му Иполито се заражда спор относно музиканта дон Райналдо да Сасуоло, който е на служба при Джулио. Въпреки това Иполито го иска за свой собствен параклис. Към края на 1504 г., след като пристига във Ферара по повод болестта на баща им, Иполито взема Райналдо със себе си, като го затваря в крепостта Джесо дел Монте, принадлежаща на Джовани Боярдо, граф на Скандиано. През май 1505 г. Джулио открива къде е музикантът и заедно с полубрат си Феранте и други въоръжени мъже го освобождава, като го заменя, в знак на неподчинение към кардинала, с кастелана на крепостта. Иполито, политически съветник на херцог Алфонсо I д’Есте, протестира пред него за случилото се и херцогът, считайки, че направеното уронва престижа на Иполито и индиректно неговия собствен, решава да заточи Феранте в Модена, а Джулио в Брешело. Както Лукреция Борджия (съпруга на Алфонсо), така и Изабела д’Есте, полусестра на Джулио, и нейният съпруг Франческо II Гонзага успяват да убедят Алфонсо I да прости на двамата братя през октомври 1505 г.

### Втори конфликт с Иполито
Впоследствие Джулио и Иполито имат нова причина за конфликт: и двамата се оказват ухажори на придворната дама и братовчедка на Лукреция Борджия, Анджела Борджия, която обаче предпочита Джулио. Развратният кардинал Иполито разчита на своята изтънченост, за да завладява красивите жени, и не може да търпи провал. Така че когато Анджела заявява, че само очите на Джулио струват повече от цялата му личност, той дава воля на бесен гняв. На 3 ноември 1505 г., докато Джулио се връща от пътуване до двореца в Белригардо, е заобиколен от слугите на Иполито, който им нарежда да го убият и да му извадят очите. Нападението успява отчасти и Джулио губи само частично зрението си. Херцогът побързва да изпрати смекчена версия на събитието до другите италиански дворове и оставя Иполито ненаказан. През декември същата година Алфонсо I кара братята да се помирят на официална церемония, в която участва самият той и помирителят Николо да Кореджо, негов съветник.

### Заговорник (1506)
Джулио продължава да храни негодувание както към полубрат си Иполито, защото е навредил на очите му и на възхваляваната му привлекателност, така и към полубрат си Алфонсо, защото не е наказал Иполито. През 1506 г., заедно с полубрат си Феранте, който се стреми да стане херцог, и с други господари, враждебно настроени към суверена, той организира заговор, насочен към елиминирането на Алфонсо и Иполито. Заговорниците обаче, поради дезорганизация, не успяват да изпълнят плана си: на улицата през нощта, с отровни ками, те чакат да мине херцогът, но го пропускат на два пъти. Въпреки това по време на едно от честите отсъствия на херцога шпионите на Иполито събират доказателства за заговора и, преди Алфонсо I да бъде информиран, и Лукреция Борджия, и Изабела д'Есте съветват Джулио да стигне до Мантуа, където ще бъде защитен от Франческо II Гонзага. Въпреки молбите на девера си Алфонсо I Франческо II на няколко пъти отказва да предаде Джулио.

#### Процес
Бърз процес стартира на 3 август 1506 г. и е воден от магистрата на Дванадесетте мъдреци Антонио Костабили и от Николо да Кореджо. По време на процеса се премълчават истинските причини, довели Джулио да участва в заговора, тъй като иначе това би извадило на показ отговорността на кардинал Иполито за ослепяването му и така официалната версия, предоставена на италианските дворове от Алфонсо I, би била компрометирана. От свидетелствата на заговорниците – предимно тези на полубрат му Феранте, и от доносите на шпионина на кардинал Иполито, Тутобуоно, съдиите събират улики, които доказват само подготовката на престъпление, а не опита за такова. Предвид факта, че става дума за престъпление за обида на величеството, това обаче е достатъчно Джлио да бъде признат за виновен, както и другите заговорници.

След като дълго време устоява на натиска на Алфонсо I д'Есте, най-накрая на 9 септември маркизът на Мантуа Франческо II Гонзага се съгласява да предаде Джулио на съдебната система на Ферара. Във Ферара, въпреки уверенията, дадени от херцог Алфонсо I на Франческо II, Джулио е подложен на всякакъв вид малтретиране и тормоз. На 8 октомври за полубрат му Феранте е издадена смъртна присъда, която по-късно е заменена доживотна в Кастел Векио. Основната отговорност за заговора е хвърлена върху Джулио – неоснователно обвинение, предложено в доносите на шпионина Тутобуоно, повторено в спонтанното признание на Феранте, потвърдено от съдиите и накрая събрано и направено известно от Лудовико Ариосто в една от неговите еклоги. Ариосто, който е на служба при кардинал Иполито, написва „Пеглога“ още преди съдбата на Джулио да бъде решена, използвайки информация от първа ръка, която само кардиналът би могъл да знае. Освен това Иполито никога не е изрично посочен в съответствие с линията, възприета от обвинението в цялата афера. Джулио е припомнен с псевдонима „йола“, представен като сбор от най-гнусни пороци и като голяма опасност за държавата на Есте. 
Джулио и Феранте, заедно с трима други съучастници (включително Албертино V Боскети), са обявени за виновни и осъдени на смърт. Докато смъртната присъда е изпълнена за другите заговорници, Джулио и Феранте, затворени в кулата на лъвовете на замъка на Есте, са помилвани, но активите им са конфискувани. Феранте умира в затвора през 1540 г. след 34 години затвор.

### Последни години и смърт
Джулио прекарва цели 53 години в затвора. Само храната и облеклото отговарят на ранга му, а килията му е като на другите затворници. 81-годишният старец е освободен от внука на полубрат му Алфонсо I, Алфонсо II д’Есте, предизвиквайки вълнение и любопитство у минувачите, когато върви по улицата, все още надарен с чар и с изправена и изискана осанка, като се облича по модата от преди 50 години. Умира на 24 март 1561 г. и е погребан в църквата „Санта Мария дели Анджели“ до гробовете на баща си Ерколе I, Николо III, Леонело и Сиджизмондо I. През 19 век храмът е обезсветен и започва да се руши. През 1955 г. тленните останки на Джулио са преместени в манастира „Корпус Домини“ във Ферара.

## В масовата култура
- Във филма E laughendo l'uccise от 2005 г. на Флорестано Ванчини, вдъхновен от трагичните събития на заговора, той се играе от Джорджо Лупано.
- Във френския телевизионен сериал от 2011 – 2014 г. Борджиите той се играе от Фердинанд Кингсли.